# یانوش کوپتسویچ
یانوش کوپتسویچ (لهستانی: Janusz Kupcewicz; ۹ دسامبر ۱۹۵۵ – ۴ ژوئیهٔ ۲۰۲۲) بازیکن و مربی فوتبال اهل لهستان بود.
از باشگاه‌هایی که در آن بازی کرده‌است می‌توان به باشگاه فوتبال سن-اتین، باشگاه فوتبال آدانااسپور، باشگاه فوتبال لخیا گدانسک، باشگاه فوتبال لخ پوزنان، و باشگاه فوتبال لاریسا اشاره کرد.
وی همچنین در تیم ملی فوتبال لهستان بازی کرده‌است.